# Citius, altius, fortius - communis
Олімпійський девіз складається з чотирьох латинських слів — Citius, altius, fortius — communis. У дослівному перекладі означає «Швидше, вище, сильніше — разом». Щоправда (лат. fortis — «сила» може бути перекладена не тільки як фізична, але як і сила моральна — стійкість, хоробрість тощо. Таким чином можливий і переклад «Швидше, вище, хоробріше — разом»).
Вислів «Citius, altius, fortius» був уперше сказаний французьким священиком Анрі Дідоном на відкритті спортивних змагань у своєму коледжі. Ці слова сподобались П'єру де Кубертену, який вважав, що саме ці слова найбільш повно відображають мету атлетів усього світу. Слова французького громадського діяча, педагога барона П'єра де Кубертена (1863—1937), котрий відродив практику проведення Олімпійських ігор, відомих з часів Стародавньої Греції. Ці слова він вимовив на відкритті IV Олімпіади в Лондоні, після чого вони стали неофіційними девізом всіх наступних Олімпійських ігор.
Цитуються зазвичай жартівливо-іронічно як формула розради для явного аутсайдера, невдачливого учасника будь-якого конкурсу, змагання, не обов'язково спортивного.
Девіз було уперше озвучено у 1924 році на Олімпійських іграх в Парижі.
Також девіз ліг у назву журналу олімпійської історії з 1995 по 1997 р., коли він був перейменований у журнал Олімпійська історія.
Ще одним неформальним, проте добре відомим девізом, який також був представлений П'єром де Кубертеном, є девіз «Головне не перемога, а участь!». Де Кубертен отримав цей девіз із проповіді єпископа Пенсильванського під час Ігор 1908 у Лондоні.
Девіз було змінено на 138-й сесії МОК у Токіо.